# John Stewart, 4. Earl of Atholl
John Stewart, 4. Earl of Atholl PC (* zwischen 1533 und 1542; † 25. April 1579 in Kincardine Castle bei Auchterarder, Aberdeenshire, Schottland) war ein schottischer Adliger aus der Familie Stewart.

## Leben
Er war der Sohn von John Stewart, 3. Earl of Atholl und seiner Frau Grizel Rattray, einer Tochter von Sir John Rattray und folgte seinem Vater 1542 als 4. Earl of Atholl.
Im Jahr 1560 war er einer der drei Adligen, die im Parlament gegen die Reformation und das Glaubensbekenntnis stimmten und ihre Verbundenheit zur römisch-katholischen Kirche erklärten. Zusammen mit Murray und Morton stellte er sich gegen Huntlys und bekämpfte ihn im Oktober 1562 in der Schlacht von Corrichie. Er unterstützte die geplante Vermählung der Königin Elizabeth I. mit James Hamilton, 2. Earl of Arran.
Nach Ankunft von Maria I. aus Frankreich im Jahr 1561 wurde er zu einem ihrer zwölf Privatberater und hatte aufgrund seines religiösen Bekenntnisses bald sogar einen größeren Einfluss als Murray oder Maitland. Er zählte zu den wichtigsten Unterstützern der Hochzeit mit Darnley, wurde zum Anführer der römisch-katholischen Adligen und war mit Knox der mächtigste Mann in der Regierung. Nach Aussagen von John Knox besuchte er öffentlich die Messe in der Kapelle der Königin und besaß Marias volles Vertrauen bei ihrem Projekt, den römischen Katholizismus wieder einzuführen. Ihm wurde die Festung von Tantallon Castle übergeben, 1565 wurde er zum Lieutenant des nördlichen Schottland ernannt. Im gleichen Jahr beschrieb ihn der französische Gesandte als „très grand catholique hardi et vaillant et remuant, comme l’on dict, mais de nul 850 jugement et experience“.
Nach dem Mord an David Rizzio im Jahr 1567 schloss er sich den protestantischen Lords gegen Maria an. In Carberry Hill erschien er als einer der Anführer gegen sie und war anschließend an ihrer Gefangennahme im Loch Leven Castle beteiligt. Im Juli war er bei der Krönung James I. anwesend und wurde Mitglied im Regentschaftsrat zu Marias Abdikation. Im Mai 1568 in Langside war er nicht anwesend, im Juli wurde er erneut Unterstützer Marias und stimmte 1569 für ihre Scheidung von Bothwell. Im März 1570 schloss er sich mit einer Anzahl weiterer Lords einem Schreiben an Elizabeth an, in welchem um Unterstützung von Marias Ansprüchen gebeten wurde. Er nahm an der Versammlung im April in Linlithgow teil, die eine Gegenveranstaltung zu einer Feier des Königs in Edinburgh war.
Im Jahr 1574 wurde er als Katholik verfolgt und mit Exkommunikation bedroht.
Er hatte 1572 keinen Erfolg gehabt, Mortons Ernennung in den Regentschaftsrat zu verhindern, aber 1578 gelang es ihm gemeinsam mit dem Earl of Argyll, ihn aus dem Amt zu vertreiben. Am 24. März nahm James die Regierung in seine Hand und löste den Regentschaftsrat auf. Neue Mitglieder wurden Atholl und Argyll, am 29. wurde Atholl zum Lordkanzler Schottlands ernannt. In der Folge gelang es Morton, nach Stirling Castle zu gelangen und die Vormundschaft James’ zu übernehmen. Atholl und Argyll, die in Korrespondenz mit Spanien standen, um von dort Unterstützung zu erhalten, zogen mit starken Kräften nach Stirling und erreichten einen Kompromiss, nach welchem alle drei Lords in die Regierung aufgenommen wurden.
Auf dem Weg zu einem Bankett am 20. April 1579 erkrankte Atholl plötzlich und starb am 25. April. Er wurde am 4. Juli in der St Giles’ Cathedral in Edinburgh bestattet.

## Familie
In erster Ehe war er bereits vor 1547 mit Elizabeth, der Tochter George Gordon, 4. Earl of Huntly, verheiratet, mit welcher er zwei Töchter hatte. In zweiter Ehe heiratete er 1557 Margaret, die Tochter von Malcolm Fleming, 3. Lord Fleming. Mit ihr hatte er drei Töchter und einen Sohn, der ihm als 5. Earl of Atholl nachfolgte.